# 一夜樂團
一夜樂團（One Night Only）是2003年夏創立的一個英國搖滾樂隊。一些媒體報道稱它最初是一個披頭士翻唱樂隊，但實際上他們最初演奏的是Blink-182、光宗耀祖合唱团的曲子。2003年12月12日，他們在柯比穆爾賽德舉辦了第一次現場音樂會。2008年2月11日發佈第一張專輯《點燃烈火》（Started a Fire）。

## 專輯
- 《點燃烈火》（Started a Fire，2008）
- 《One Night Only》（2010）
- 《Where The Sleepless Go》（2015）

## 外部連接
- 官方网站
- One Night Only的Discogs页面（英文）